# Stenocercus frittsi
Stenocercus frittsi — вид ігуаноподібних ящірок родини Tropiduridae. Ендемік Перу.

## Поширення і екологія
Stenocercus frittsi мешкають у верхній долині річки Мантаро на східних схилах Перуанських Анд в регіонах Аякучо і Уанкавеліка. Вони живуть в сухих чагарникових, агавових і кактусових заростях, на висоті від 2350 до 3966 м над рівнем моря.